# 45 Eugenia
Eugenia (desemnare de planetă minoră: 45 Eugenia) este un asteroid mare din centura de asteroizi. Este renumit ca unul dintre primii asteroizi în jurul cărora s-a descoperit un satelit. A fost, de asemenea, al doilea asteroid triplu descoperit, după 87 Sylvia.

## Descoperire
Eugenia a fost descoperită pe 27 iunie 1857 de astronomul amator franco-german Hermann Goldschmidt. Instrumentul său de descoperire a fost un telescop cu deschidere de 4 inci situat în apartamentul său de la etajul șase din arondismentul 6 din Paris. A fost cea de-a patruzeci și cincea planetă minoră descoperită. Elementele orbitale preliminare au fost calculate de Wilhelm Forster la Berlin, pe baza a trei observații din iulie 1857.
Asteroidul a fost numit de către descoperitorul său după împărăteasa Eugenia di Montijo, soția lui Napoleon al III-lea.  A fost primul asteroid care a fost numit cu siguranță după o persoană reală, mai degrabă decât după o figură din legenda clasică.

## Caracteristici fizice
Eugenia este un asteroid mare, cu un diametru de 214 km. Este un asteroid de tip F, ceea ce înseamnă că are o culoare foarte închisă (mai închisă decât funinginea) cu o compoziție carbonică. La fel ca Mathilde, densitatea sa pare a fi neobișnuit de scăzută, ceea ce indică faptul că poate fi o grămadă de moloz împachetat, nu un obiect monolit. Eugenia pare să fie aproape anhidră. Analiza curbei de lumină indică faptul că polul Eugeniei cel mai probabil indică către coordonatele ecliptice (β, λ) = (-30°, 124°) cu o incertitudine de 10°, care îi conferă o înclinare axială de 117°. Rotația Eugeniei este apoi retrogradă, rotindu-se cu susul în jos față de planul său orbital.

## Sistem de sateliți

### Petit-Prince
În noiembrie 1998, astronomii de la telescopul Canada-Franța-Hawaii de pe Mauna Kea, Hawaii, au descoperit un satelit mic care orbitează în jurul Eugeniei. Aceasta a fost prima dată când un satelit al unui asteroid a fost descoperit de un telescop de la sol. Satelitul este mult mai mic decât Eugenia, are aproximativ 13 km în diametru și îi ia cinci zile pentru a finaliza o orbită în jurul ei.
Descoperitorii au ales numele de „Petit-Prince” (formal „(45) Eugenia I Petit-Prince”). Acest nume se referă la fiul împărătesei Eugenia, Prințul Imperial. Cu toate acestea, descoperitorii au vrut și o aluzie la romanul pentru copii Micul Prinț de Antoine de Saint-Exupéry, care este despre un tânăr prinț care trăiește pe un asteroid.

### S/2004 (45) 1
Un al doilea satelit, mai mic (cu un diametru estimat de 6 km) care orbitează mai aproape de Eugenia decât Petit-Prince a mai fost descoperit de atunci și denumit provizoriu S/2004 (45) 1. A fost descoperit prin analizele a trei imagini create în februarie 2004 de telescopul VLT de 8,2 m „Yepun” la Observatorul European de Sud (ESO) de pe Cerro Paranal, în Chile. Descoperirea a fost anunțată în IAUC 8817, pe 7 martie 2007 de Franck Marchis și colaboratorii săi de la IMCCE. Orbitează asteroidul la o distanță de ~700 km, cu o perioadă orbitală de 4,7 zile.